# Hot Clube de Portugal
O Hot Clube de Portugal (HCP) é o mais antigo clube de jazz de Portugal e da Europa e desenvolve a sua actividade desde 1948. Começou por ter lugar numa cave situada em Lisboa, na Praça da Alegria (nº39) que ardeu a 22 de Dezembro de 2009, estando a actual sede instalada na mesma praça, no nº48.
Por essa pequena cave, ou pela sua Escola de Música, passaram e continuam a passar nomes de grande importância do jazz português.

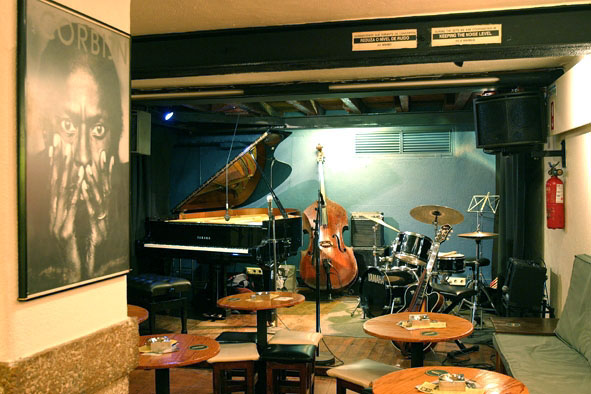
A sala do Hot Clube de Portugal.

Com programação de diversos concertos e espectáculos, o Hot Clube de Portugal é uma entidade com reconhecimento tanto em Portugal como no estrangeiro.
Desde o início dos anos 80, o Hot Clube tem a funcionar uma escola de música de jazz, actualmente situada em Alcântara, no edifício da Orquestra Metropolitana de Lisboa, na Travessa da Galé, nº36 1º andar, onde fizeram  e fazem a sua aprendizagem a maior parte dos músicos de jazz portugueses.
É um dos mais antigos clubes de jazz da Europa e é com certeza aquele que se mantém a funcionar ininterruptamente há mais anos. A revista DownBeat, conceituada revista americana de Jazz, considera o HCP um dos melhores 100 clubes de jazz do mundo.

## História

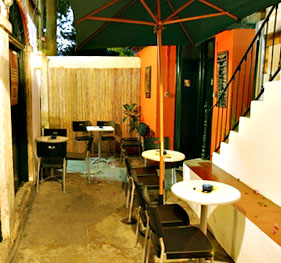
As traseiras ao ar livre.

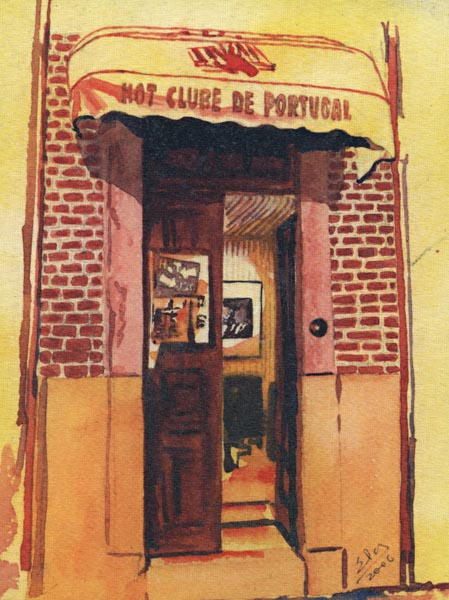
O nº39 da Praça da Alegria (aguarela de Elsa Canavarro)

O jazz em Portugal surgiu timidamente em 1945, quando Luiz Villas-Boas, os irmãos Ivo e Augusto Mayer, Gérard Castello-Lopes e Helena Villas-Boas se juntavam na casa dos irmãos Sangareau para ouvir, trocar discos, partilhar opiniões e tocar. O grupo cresceu e não tardou em começar a organizar algumas sessões com músicos tanto portugueses como estrangeiros e também a divulgar o jazz pelos microfones da rádio no programa "Hot Club". Pouco tempo depois, o grupo liderado por Luiz Villas-Boas estava preparado para fundar um clube de jazz e a 16 de Março de 1950 seriam então aprovados os Estatutos do Hot Clube de Portugal.
A partir daí foram organizadas inúmeras Jam Sessions, gravações de discos, Festivais de Música Moderna e concertos nos quais participaram músicos com grande prestígio como Count Basie e Sidney Bechet.
Do ponto de vista institucional, foi com a Comissão Instaladora do Hot Clube e com a inscrição dos seus primeiros sócios que esta associação iniciou a sua actividade que tem mais de meio século de existência e que, embora com alguma dificuldade, consolidou o seu papel na sociedade portuguesa como uma instituição cultural reconhecida e respeitada.